# Oceania Rugby Women's Championship 2024
El Oceania Rugby Women's Championship de 2024 fue la sexta edición del torneo femenino de rugby.
El torneo se disputó en la ciudad de Brisbane, Australia.
La selección campeona clasificó a la WXV 3 y a la Copa Mundial de Rugby de 2025, la segunda posición a la WXV 3.

## Equipos participantes
- Selección femenina de rugby de Fiyi
- Selección femenina de rugby de Papúa Nueva Guinea
- Selección femenina de rugby de Samoa
- Selección femenina de rugby de Tonga

## Formato
El torneo se disputó en formato de todos contra todos a una sola ronda.
Para ordenar a los equipos en la tabla de posiciones se los puntuó según los resultados obtenidos.
- 4 puntos por victoria.
- 2 puntos por empate.
- 0 puntos por derrota.
- 1 punto bonus por ganar haciendo 3 o más tries que el rival.
- 1 punto bonus por perder por siete o menos puntos de diferencia.

## Tabla de posiciones
| Pos. | Equipo             | Encuentros | Encuentros | Encuentros | Encuentros | Tantos  | Tantos    | Tantos     | Puntos Bonus | Puntos Totales |
| Pos. | Equipo             | jugados    | ganados    | empatados  | perdidos   | a favor | en contra | diferencia | Puntos Bonus | Puntos Totales |
| ---- | ------------------ | ---------- | ---------- | ---------- | ---------- | ------- | --------- | ---------- | ------------ | -------------- |
| 1    | Fiyi               | 3          | 3          | 0          | 0          | 160     | 22        | +138       | 2            | 14             |
| 2    | Samoa              | 2          | 1          | 0          | 1          | 42      | 34        | +8         | 2            | 10             |
| 3    | Tonga              | 3          | 1          | 0          | 2          | 49      | 82        | -33        | 1            | 5              |
| 4    | Papúa Nueva Guinea | 2          | 0          | 0          | 2          | 11      | 124       | -113       | 0            | 0              |

- Papúa Nueva Guinea no disputó su primer partido frente a Samoa por circunstancias imprevistas.[5]

Nota: Se otorgan 4 puntos al equipo que gane un partido y 2 al que empate
Puntos Bonus: 1 punto por convertir 4 tries o más en un partido y 1 al equipo que pierda por no más de 7 tantos de diferencia

### Resultados
| 24 de mayo | Fiyi | 48 - 3 | Tonga | Sunnybank Rugby, Brisbane |  |

| 24 de mayo | Samoa | Cancelado | Papúa Nueva Guinea | Sunnybank Rugby, Brisbane |  |

| 29 de mayo | Fiyi | 85 - 6 | Papúa Nueva Guinea | Sunnybank Rugby, Brisbane |  |

| 29 de mayo | Samoa | 29 - 7 | Tonga | Sunnybank Rugby, Brisbane |  |

| 2 de junio | Tonga | 39 - 5 | Papúa Nueva Guinea | Sunnybank Rugby, Brisbane |  |

| 2 de junio | Samoa | 13 - 27 | Fiyi | Sunnybank Rugby, Brisbane |  |

| Bandera de Fiyi |
| Campeón Fiyi    |
| Cuarto título   |